# Râul Bărzăuța
Râul Bărzăuța este un curs de apă, afluent al râului Uz.
Pe cursul de apă pot fi întâlniți foarte des urși bruni, cocoși de munte, găinușă de mesteacăn, porumbei de munte, vidre și jderi. Râul este bogat în păstrăv indigen însă din cauza braconajului și a pescuitului necontrolat populația de păstrăvi s-a diminuat.

## Hărți
- Harta județului Harghita
- Harta județului Covasna
- Harta Munții Ciucului  Arhivat în 28 ianuarie 2018, la Wayback Machine.
- Harta Munții Nemira  Arhivat în 14 aprilie 2010, la Wayback Machine.
- Ovidiu Gabor - Economic Mechanism in Water Management  Arhivat în 5 martie 2009, la Wayback Machine.